# La Aranjasa
La Aranjasa (en catalán s'Aranjassa) es un barrio de Palma de Mallorca, en Baleares, España.
Se encuentra delimitado por los barrios del Aeropuerto, El Pilarín, San Jorge y La Casa Blanca.
Se accede a él a través de la línea número 31 de la EMT.
Contaba en el año 2007 con una población de 879 habitantes.
- Datos: Q6116000
- Multimedia: S'Aranjassa / Q6116000